# Jacob Bidermann
Jacob Bidermann (Ehingen, 1578 – Roma, 20 agosto 1649) è stato un gesuita, scrittore e teologo tedesco.

## Biografia
Fu autore di rappresentazioni teatrali a tema religioso, e viene considerato il maggiore scrittore tedesco del "teatro gesuitico", che ebbe molta fortuna in tutta Europa.
Nei suoi Ludi theatrales sacri (Drammi sacri, postumo, 1666), una decina di testi in latino e nello spirito della Controriforma cattolica, coniugò alta severità morale a viva comicità, occupandosi di tematiche bibliche (Josephus Aegyptius, 1617), episodi storici (Belisar, 1607), leggende di martiri (Philemon, 1618) e di santi (Johannes Calybita, 1618).
Il suo capolavoro e di tutto il teatro tedesco del Seicento risultò Cenodoxus (1609), nel quale descrisse l'anima di uno studioso ipocrita medioevale, che seppur suscitando l'ammirazione del mondo, non potrà evitare l'infallibile giudizio divino, il tutto intriso in un gioco allegorico e utilizzante una sapiente struttura spettacolare.
Nel 1632, fu il Capo dei revisori generali (i.e. dei censori) della Compagnia del Gesù con il compito di sottoporre a giudizio le più recenti teorie scientifiche e filosofiche dell'epoca. Bidermann, insieme con Rodriguez, Rosco, Alvarado e Fordinus, si impegnò nella stessa missione: screditare e indebolire il metodo degli indivisibili di Bonaventura Cavalieri. Essi si riunirono il 10 agosto 1632 al Collegio Romano per emettere una sentenza sulla teoria matematica dell'infinitamente piccolo: venne condannata l'opinione sul continuo espressa dal padre gesuita Arriaga nel suo Cursus philosophicus, pubblicato ad Anversa nel medesimo anno.